# Miloš Pastejřík
Miloš Pastejřík (20. dubna 1906 Velký Bor – 13. července 1943 Věznice Plötzensee) byl český pedagog a odbojář z období druhé světové války popravený nacisty.

## Život
Miloš Pastejřík se narodil 20. dubna 1906 ve Velkém Boru na klatovsku. Od roku 1925 působil jako učitel postupně ve Střelských Hošticích, Cehnicích, Malém Boru a Pačejově. Ve Štěkni působil od roku 1928. Zastával i post předsedy okresní učitelské jednoty ve Strakonicích a člena Ústřední učitelské jednoty v Praze. Byl činovníkem Sokola. Po německé okupaci se zapojil od protinacistického odboje v rámci ÚVODu. Byl členem skupiny provozující zpravodajskou činnost a obsluhující radiostanici umítěnou ve Štěkni čp. 67, později ve Vítkovské cihelně. Za svou činnost byl 25. února 1942 zatčen gestapem a zpočátku vězněn v Klatovech. Dne 8. března 1943 odsouzen lidovým soudem k trestu smrti a 13. července téhož roku popraven gilotinou v berlínské věznici Plötzensee.

## Posmrtná ocenění
- Dne 20. října 1945 udělil Miloši Pastejříkovi prezident republiky in memoriam Československý válečný kříž 1939
- Dne 17. 4. 2016 byla na jeho rodném domě ve Velkém Boru čp. 32 Miloši Pastejříkovi odhalena pamětní deska[1]
- Jméno Miloše Pastejříka je uvedeno na paměstní desce obětem druhé světové války ve Štěkni čp. 108[2]